# Bulbophyllum bifarium
Bulbophyllum bifarium, tên tiếng Anh phổ thông Two-Sided Bulbophyllum, là một loài loài biểu sinh (đôi khi cũng là loài thực vật nham sinh (sống dựa trên đá) thuộc họ Orchidaceae, ra hoa vào tháng 11 và là loài đặc hữu của Cameroon. Môi trường sống tự nhiên của chúng là rừng ẩm vùng đất thấp nhiệt đới hoặc cận nhiệt đới và vùng núi ẩm nhiệt đới hoặc cận nhiệt đới, nơi chúng hiện đang bị đe dọa vì mất nơi sống. Nó được Joseph Dalton Hooker miêu tả vào năm 1864.